# Sun Jin
Sun Jin (chiń. 孫晉; ur. 13 marca 1980 w Nantong) – chińska tenisistka stołowa, medalistka olimpijska, multimedalistka mistrzostw świata. Pod koniec kariery zawodniczej reprezentowała Hongkong.
W 2000 roku wystąpiła na igrzyskach olimpijskich w Sydney. Wzięła udział w dwóch konkurencjach – zdobyła srebrny medal olimpijski w grze podwójnej (wspólnie z Yang Ying), a w grze pojedynczej zajęła 17. miejsce.
W latach 1999–2001 zdobyła sześć medali mistrzostw świata (dwa złote, trzy srebrne i jeden brązowy), a w latach 1998–2000 trzy medale mistrzostw Azji (dwa złote i jeden brązowy). W ostatnich latach kariery, między 2008 a 2010 rokiem, występowała w barwach Hongkongu.